# Publix

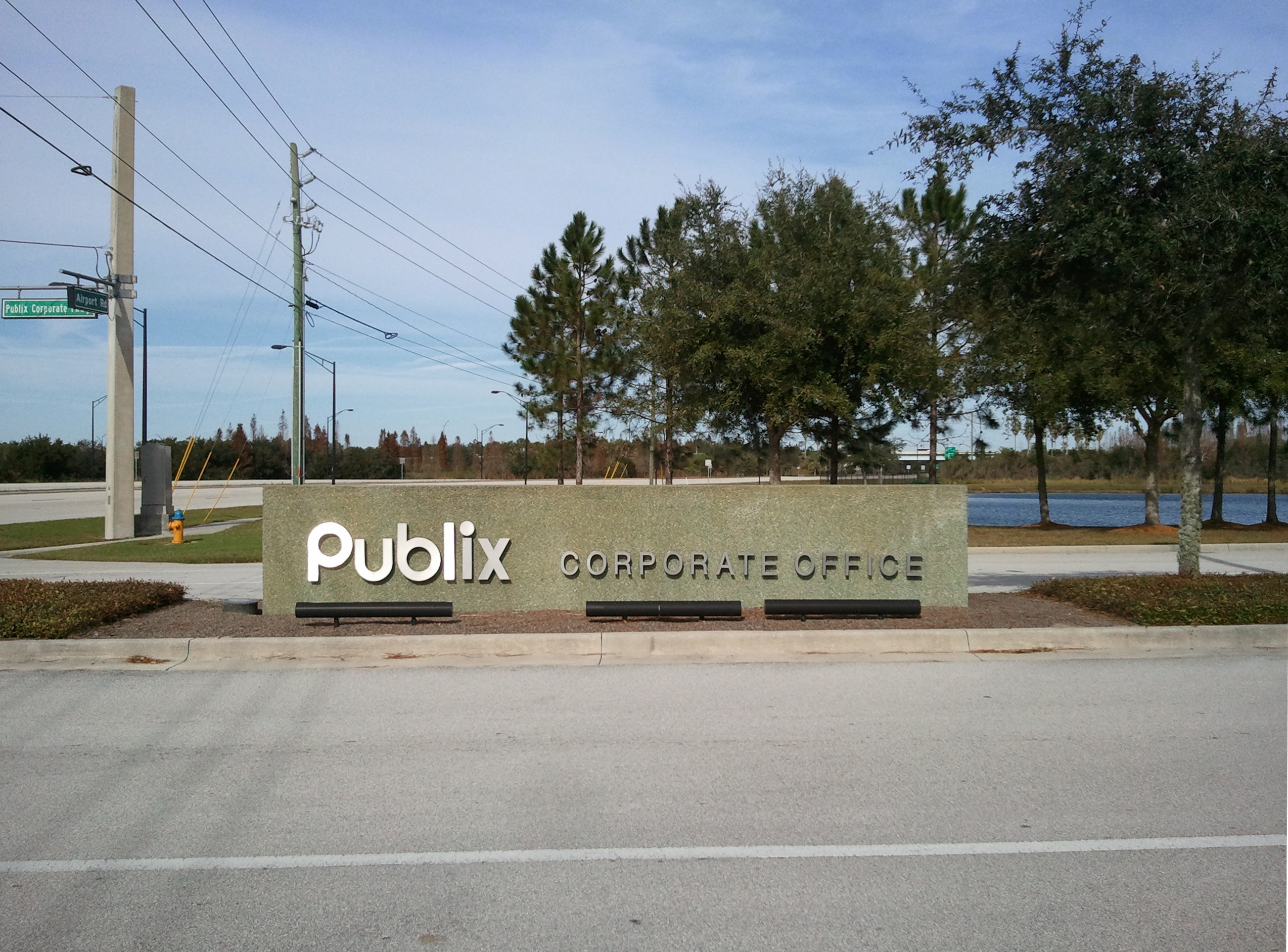
Entrada de la sede social

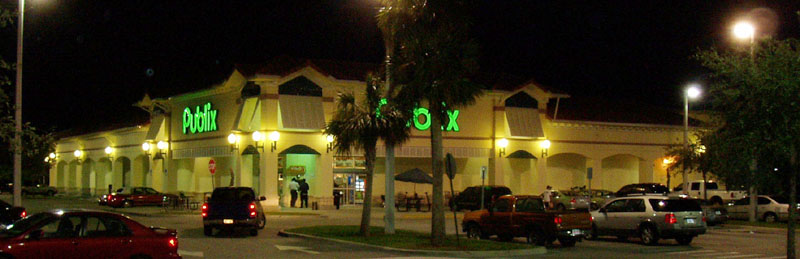
Un supermercado de Publix, Pompano Beach, Florida

Publix Super Markets, Inc. (comúnmente conocido como Publix) es una cadena de supermercados estadounidense. El primer establecimiento fue fundado por George W. Jenkins en 1930 en Winter Haven (Florida).  Actualmente su sede está radicada en Lakeland, también en Florida.
A fecha de enero de 2025 emplea a más de 260.000 personas en sus 1.407 tiendas minoristas, escuelas de cocina, oficinas corporativas, nuevo centros de distribución de comestibles, y once plantas de fabricación de la propia marca que producen sus productos lácteos, charcutería, una panadería y otros productos alimenticios. Está establecido en 7 estados: Florida, Georgia, Alabama, Carolina del Sur, Tennessee, Carolina del Norte y Virginia.

## Tiendas
Publix gestiona "Publix GreenWise Markets," supermercados que ofrecen alimentos naturales y orgánicos.

### Publix Sabor

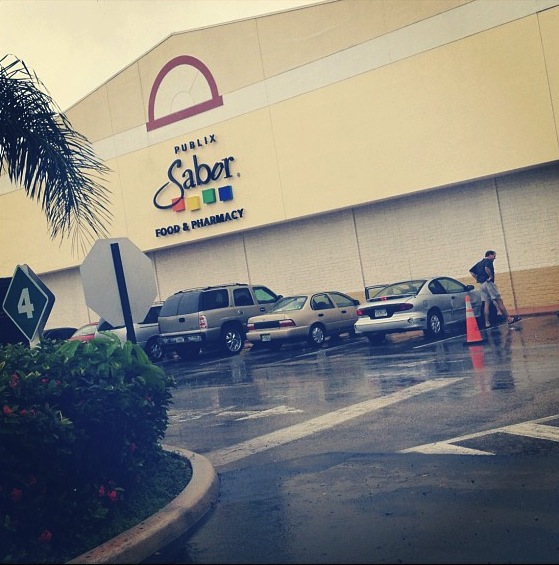
Un Publix Sabor en Lake Worth, Florida

Publix gestiona "Publix Sabor," cuatro supermercados que ofrecen productos para hispanos. Tiene tres tiendas de "Publix Sabor" en el Condado de Miami-Dade en Gran Miami, incluyendo la tienda "Hialeah Mercado" en Hialeah, la tienda "Miller Square Shopping Center" en Kendale Lakes, y la tienda "Publix Sabor Coral Way Shopping Center" en Westchester. Tiene una tienda de Publix Sabor, "Ventura Downs," en Buenaventura Lakes, Condado de Osceola en Gran Orlando. Una tienda en Lake Worth abrió en el verano (norte) de 2012.
Tiendas de Publix Sabor tienen empleados bilingües que hablan inglés y español, amplia selecciones de alimentos calientes, y cafés. Publix Sabor ofrece cafés y selecciones de alimentos calientes porque muchos hispanos se criaban en ciudades con plazas abiertas con socialización y comer.

## Galería

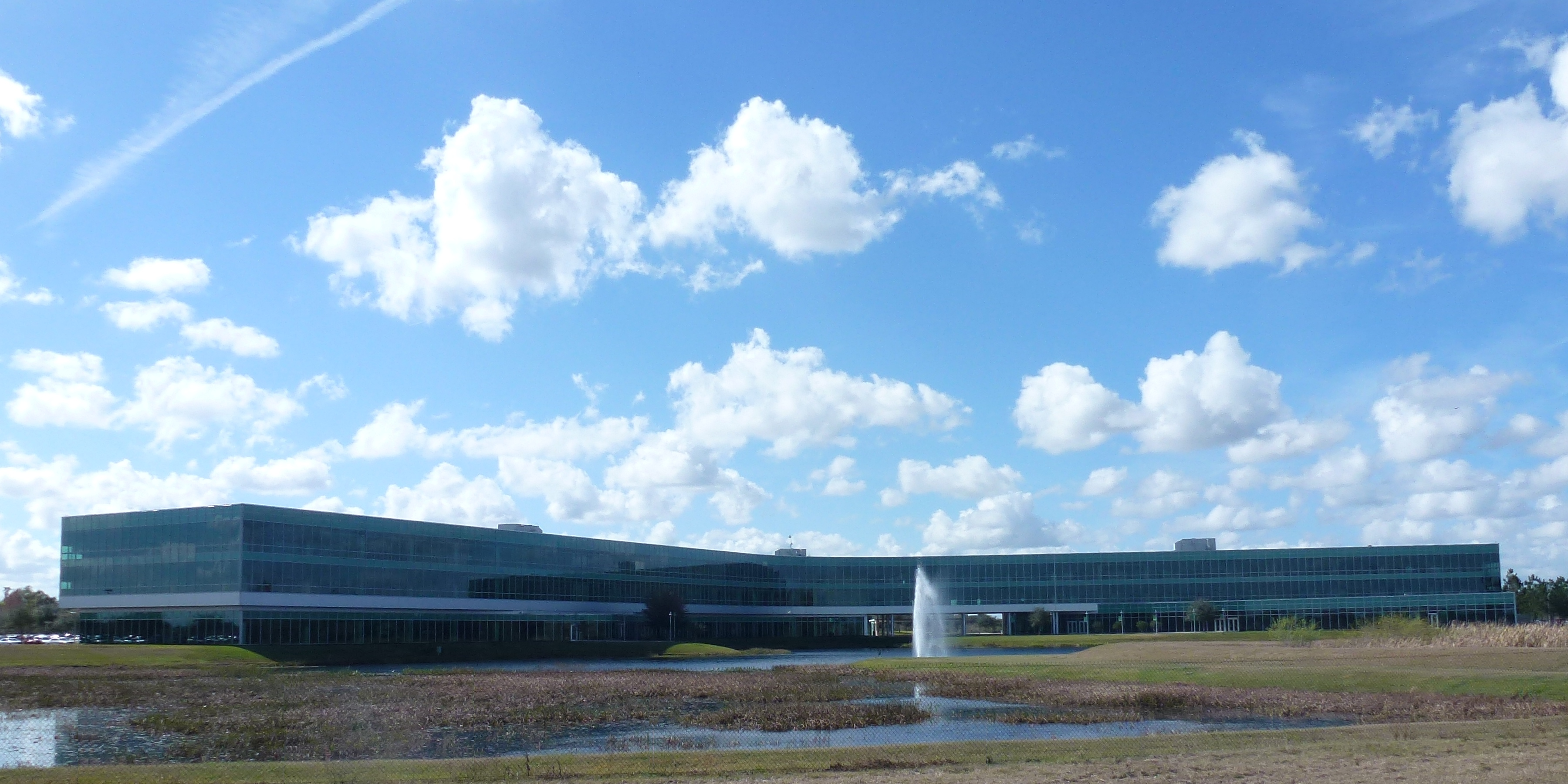
Edificio de la sede social